# Comté de Caroline (Maryland)
Pour les articles homonymes, voir Comté de Caroline.
Le comté de Caroline (anglais : Caroline County) est un comté situé dans l'est de l'État du Maryland aux États-Unis. Le siège du comté est à Denton. Selon le recensement de 2020, sa population est de 33 293 habitants.

## Géographie
Le comté a une superficie de 844 km2, dont 829 km2 de terres.

## Municipalité
- Denton (chef-lieu)
- Federalsburg
- Goldsboro (Maryland)
- Greensboro (Maryland)
- Henderson (Maryland)
- Hillsboro (Maryland)
- Marydel (Maryland)
- Preston (Maryland)
- Ridgely (Maryland)
- Templeville (Maryland) (également partiellement dans le Comté de Queen Anne)